# تپه اخطاطر
تپه اخطاطر مربوط به سدهٔ ۶ تا ۸ ه.ق است و در شهرستان بوکان، بخش سیمینه، دهستان بهی دهبکری، چسبیده به ضلع شرقی روستای اخطاطر واقع شده و این اثر در تاریخ ۷ اسفند ۱۳۸۵ با شمارهٔ ثبت ۱۷۶۸۳ به‌عنوان یکی از آثار ملی ایران به ثبت رسیده است.